# Walchiidae
Walchiidae zijn  een familie van mijten. Bij de familie zijn 19 geslachten met circa 300 soorten ingedeeld.